# Толвайоки
Толвайоки — река в России, протекает по территории Суоярвского района Карелии. Впадает в озеро Виксинселькя (бассейн Вуоксы), в 1 км к северо-западу от нежилой деревни Меласельки. Длина реки составляет 25 км, площадь водосборного бассейна 479 км².

## География и гидрология
Река берёт своё начало из озера Ала-Толваярви, которое притоками сообщается с озёрами: Хаукилампи, Суури-Куохаярви, Хирвасъярви, Толвоярви, Юриккаярви, Сариярви, Юля-Толваярви, Сарсаярви, Пинисъярви. Река протекает через озера Мунтанъярви и Хейнялампи.
Ниже по течению в реку впадают протоки из озёр: Туленнусъярви, Сариламмет, Локалампи, Кангаслампи. Река впадает в озеро Виксинселькя.
В 20 км от устья, по правому берегу реки впадает река Кескимйоки, несущая воды из озёр Алимайнен-Кариярви, Кеским-Кариярви, Исосаккалинъярви.

## Данные водного реестра
По данным государственного водного реестра России относится к Балтийскому бассейновому округу, водохозяйственный участок реки — Реки Карелии бассейна Балтийского моря на границе РФ с Финляндией, включая оз. Лексозеро. Относится к речному бассейну реки Реки Карелии бассейна Балтийского моря.
Код объекта в государственном водном реестре — 01050000112102000010570.